# Titiotus gertschi
Titiotus gertschi is een spinnensoort uit de familie Tengellidae. De soort komt voor in de Verenigde Staten.